# Хоель Агілар
Хоель Агілар (ісп. Joel Antonio Aguilar Chicas; 2 липня 1975, Сан-Сальвадор, Сальвадор) — сальвадорський футбольний арбітр. У вільний від суддівства час працює викладачем. Володіє іспанською та англійською мовами. Арбітр ФІФА.

## Кар'єра арбітра
Судить міжнародні матчі з 2001 року.
2011 року обслуговував фінал Ліги чемпіонів КОНКАКАФ, а також вирішальний поєдинок за Золотий Кубок між збірними Мексики і США.
Працював на молодіжному чемпіонатах світу 2007 та 2009 років, а на чемпіонату світу 2010 в ПАР як четвертий арбітр обслуговував п'ять поєдинків групового раунду, а також матч плей-офф Уругвай-Південна Корея.
2013 року обслуговував матчі кубка конфедерацій в Бразилії.
Один з арбітрів розіграшу фінальної стадії чемпіонату світу 2014 року в Бразилії, де відсудив два матчі групового етапу.
У 2015 обраний до числа головних арбітрів Столітнього Кубка Америки 2016.
У 2017 обраний до числа головних арбітрів молодіжного чемпіонату світу з футболу 2017.
У липні 2017 обслуговував матчі Золотого кубка КОНКАКАФ 2017.